# Capilla de las Calaveras

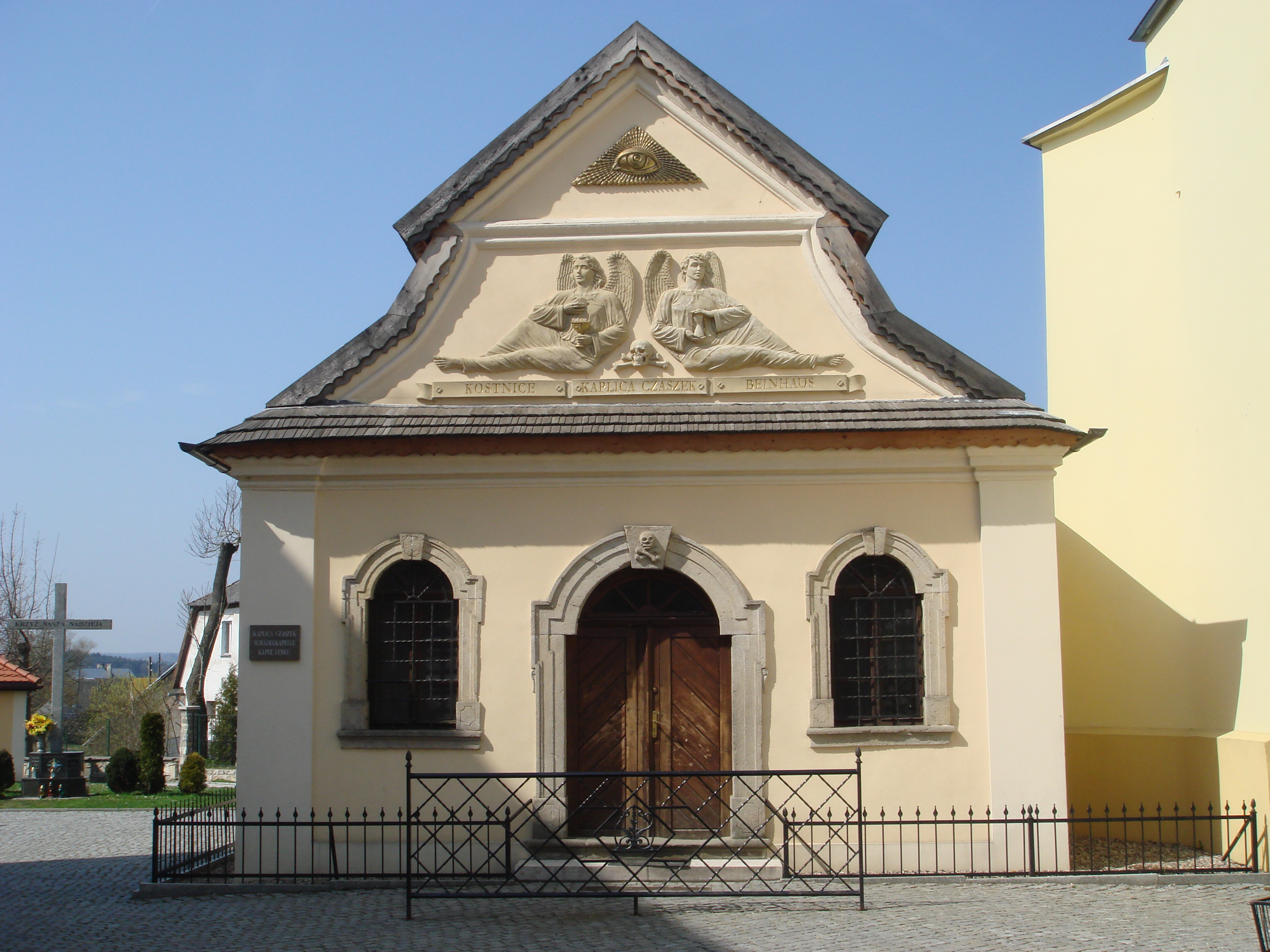
La capilla.

La Capilla de las Calaveras es una capilla situada en el término municipal de Kudowa, voivodato de Baja Silesia (Polonia), construida en 1776 por el párroco Wacław Tomaszek. Se trata de la fosa común de la gente que murió durante la Guerra de los Treinta Años (1618-1648), las Guerras de Silesia (1740-1763) y quienes murieron víctimas de las hambrunas y las epidemias de cólera. Ayudado por J. Schmidt y J. Langer, Tomaszek recogió los huesos que encontraba y los ponía dentro de la capilla. 
Durante la Segunda Guerra Mundial, la Capilla de las Calaveras sufrió negligencia como resultado de la ocupación alemana de Polonia. Sin embargo, después de que la guerra terminara en 1945, un grupo de voluntarios se dedicó a restaurar la capilla a su antigua gloria. Sus esfuerzos dieron resultado, y la Capilla de las Calaveras fue pronto restaurada con éxito.
Las paredes de esta pequeña iglesia barroca están llenas de más de 3000 cráneos, así como huesos de más de 21 000 personas que se hallaban enterradas en el sótano. Cada hueso de este lugar es auténtico, y la calaveras de quienes crearon la capilla se colocaron en el centro de la misma, colocadas en el altar. El monumento, único de este tipo en Polonia y uno de los tres que existen en Europa, se encuentra en Czermna, una de las localidades más antiguas del distrito de Kłodzko.

## Galería

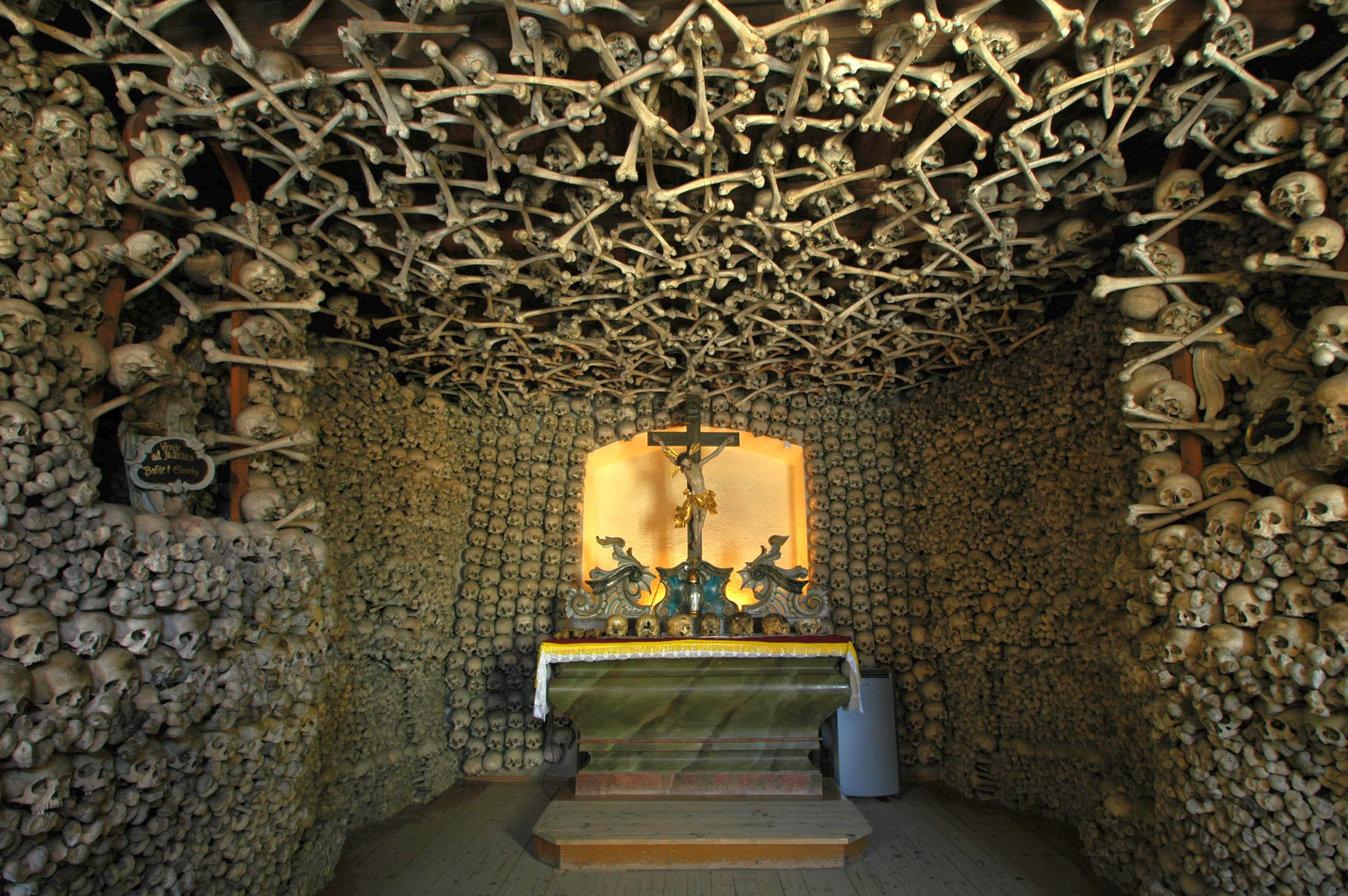
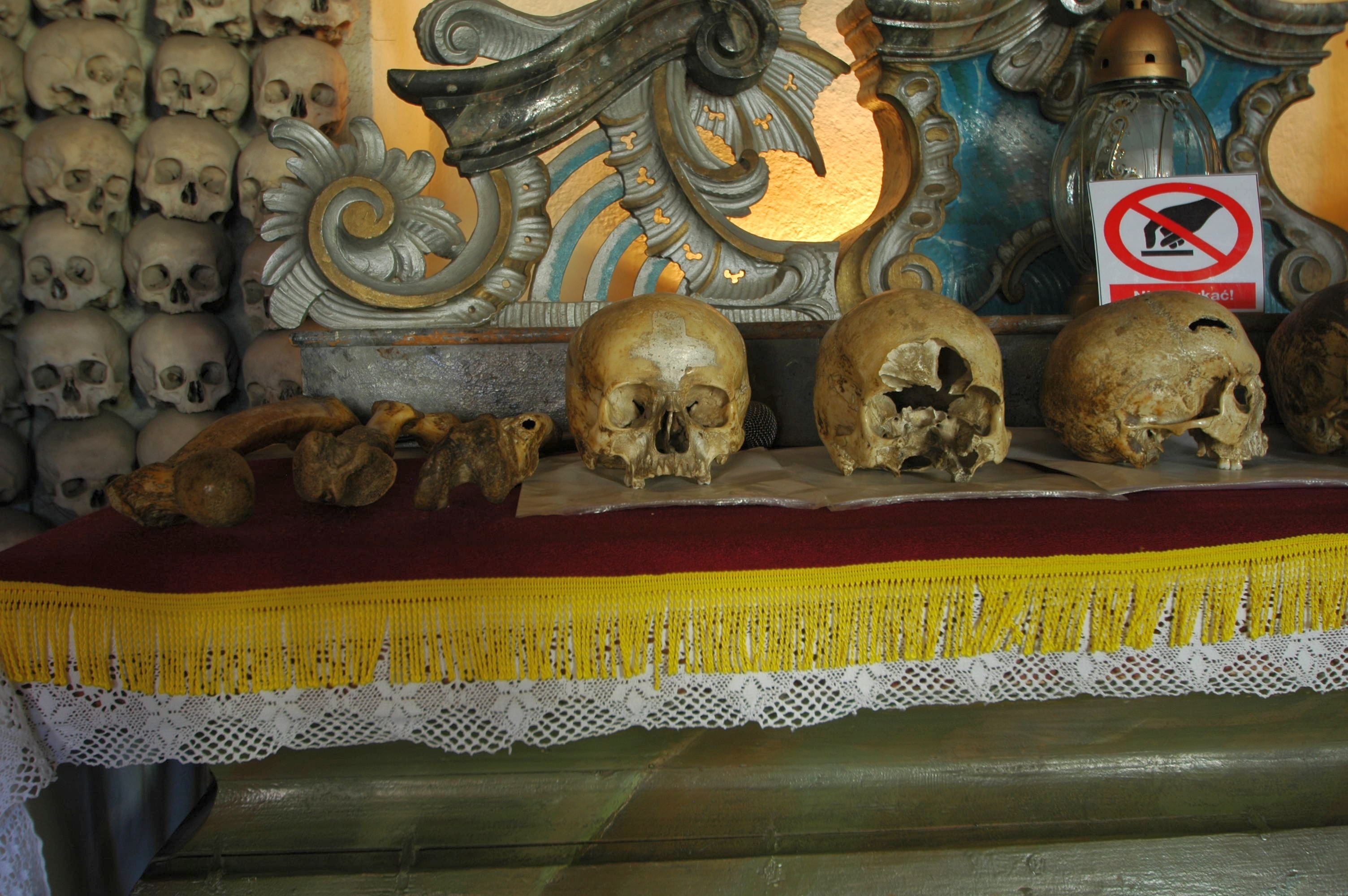
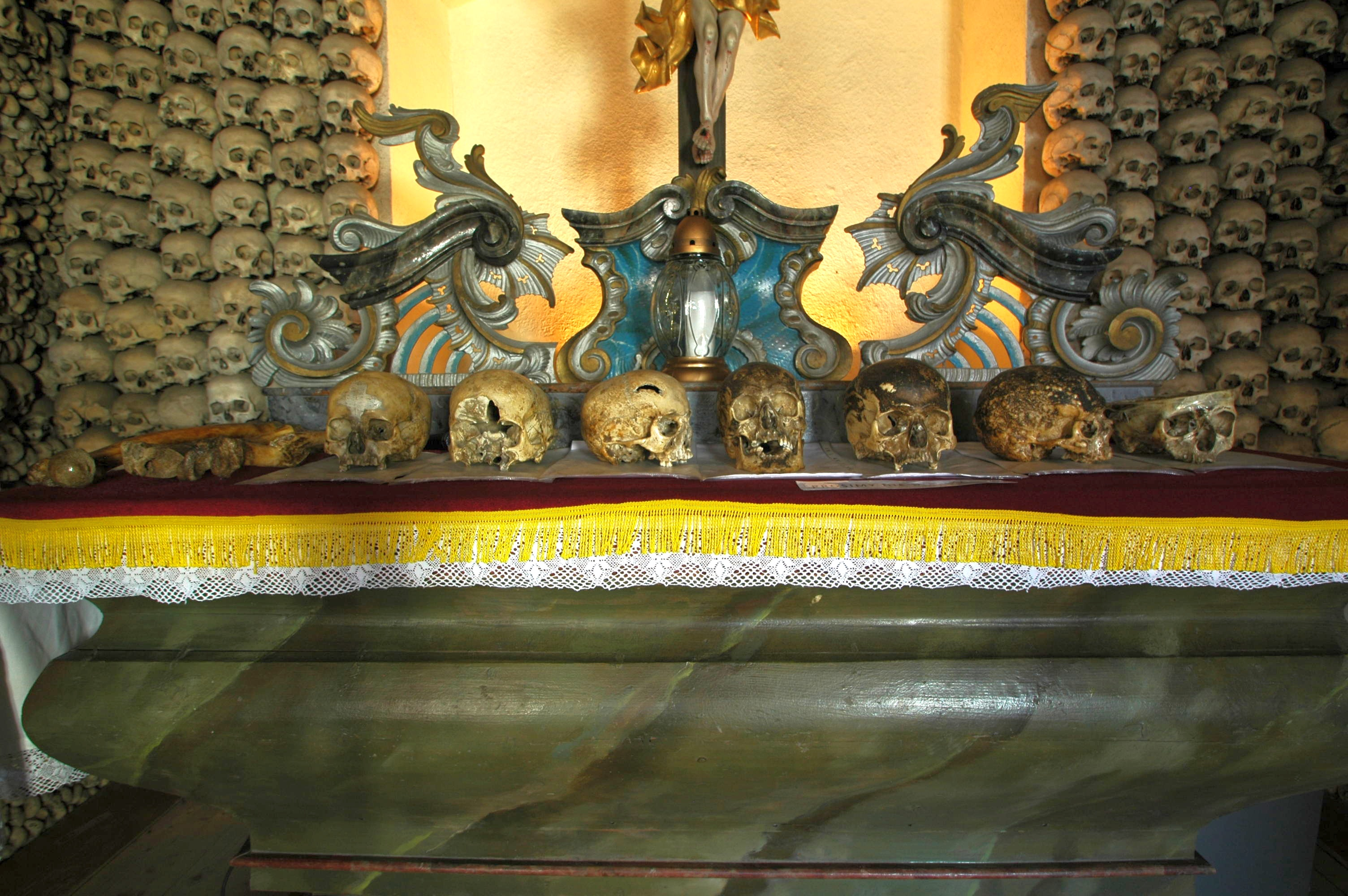
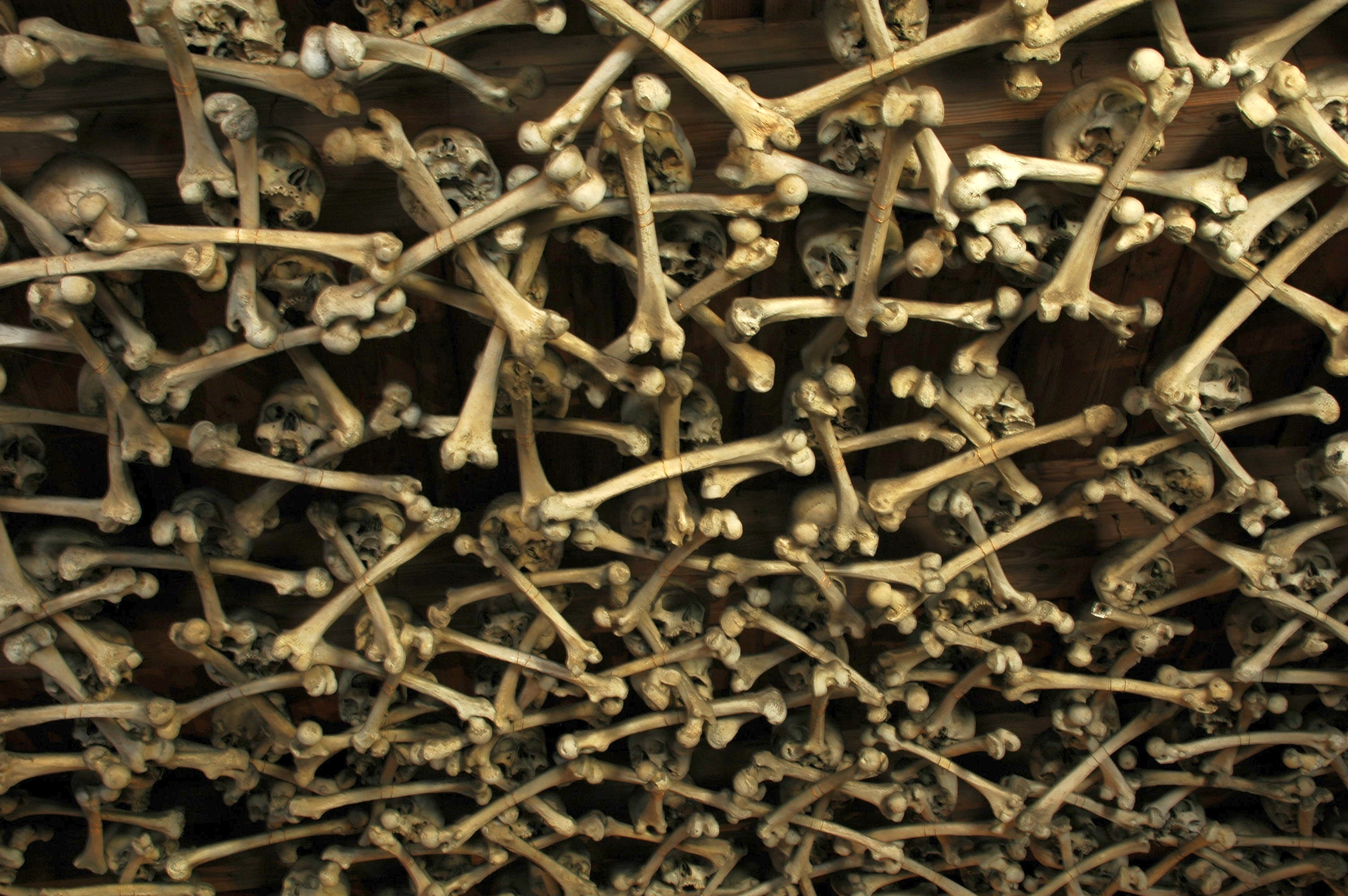
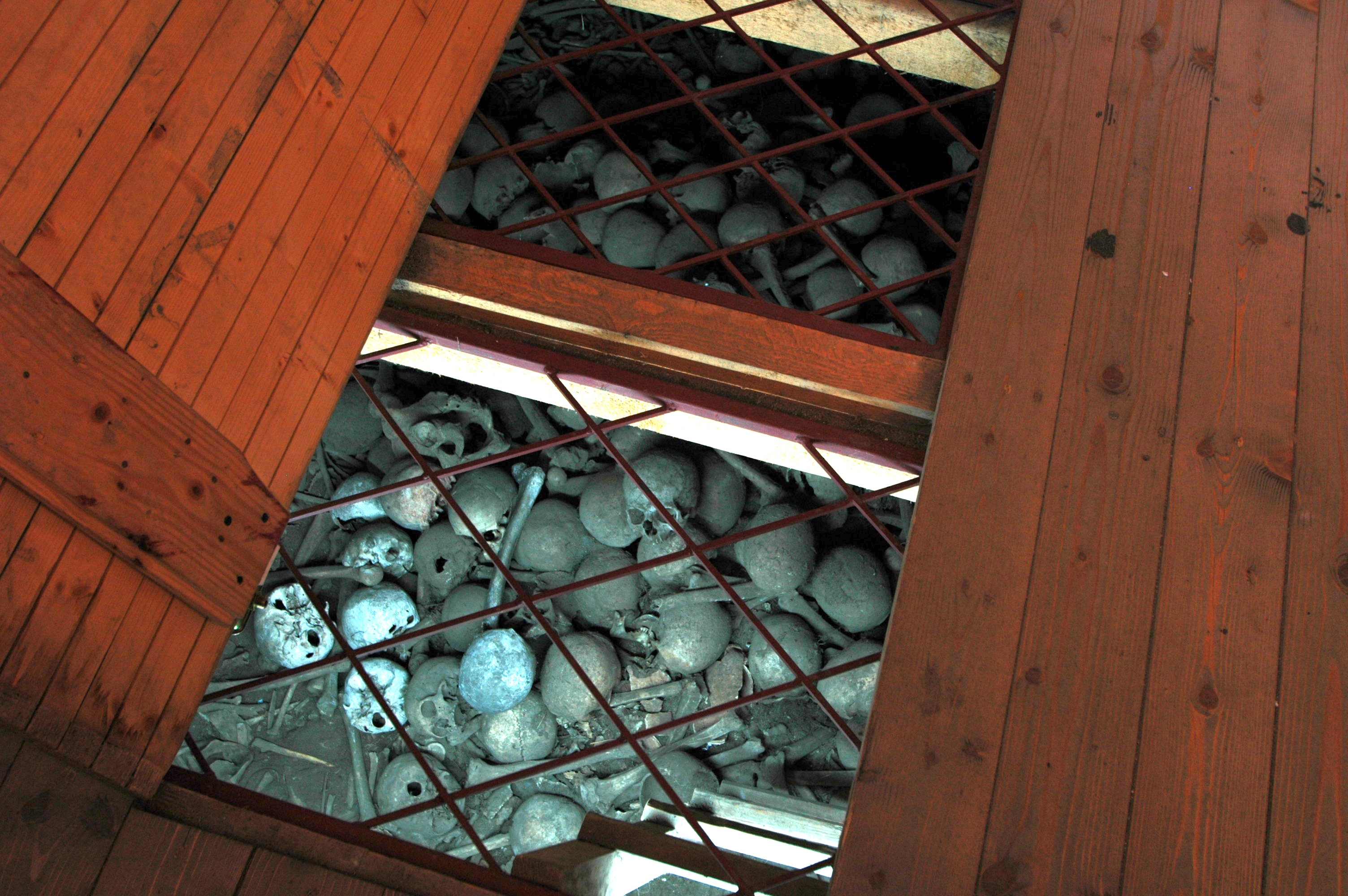
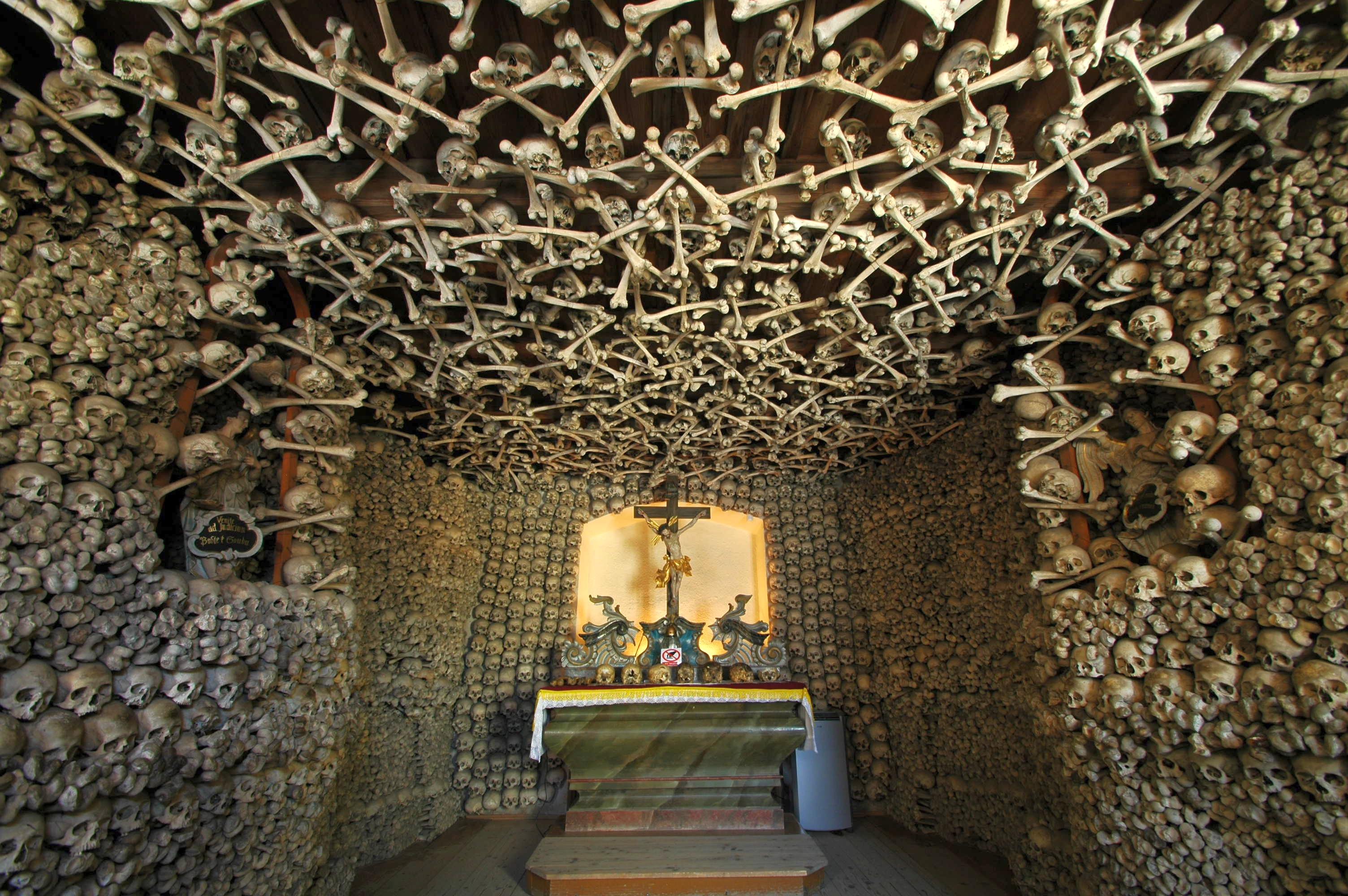
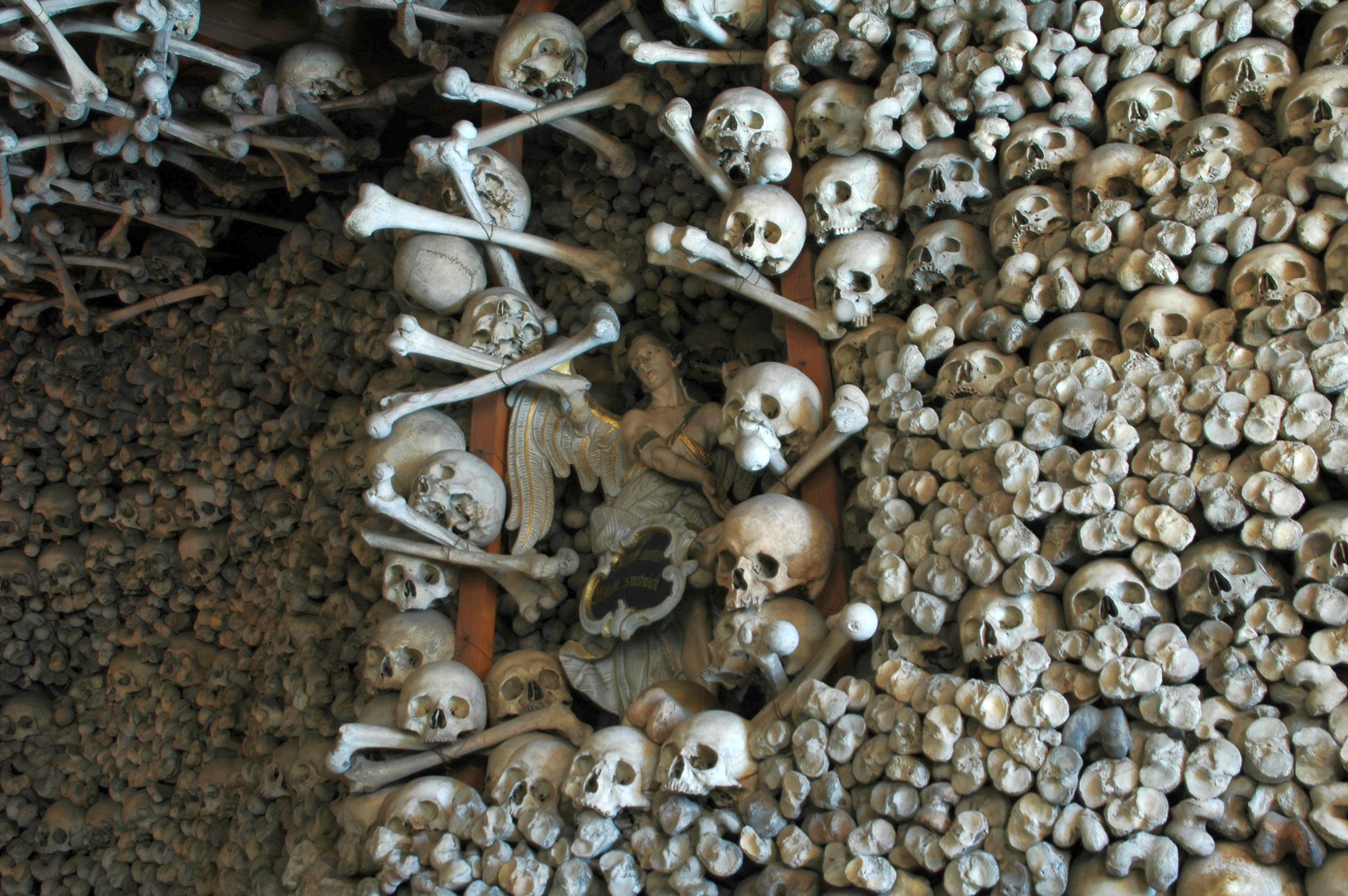
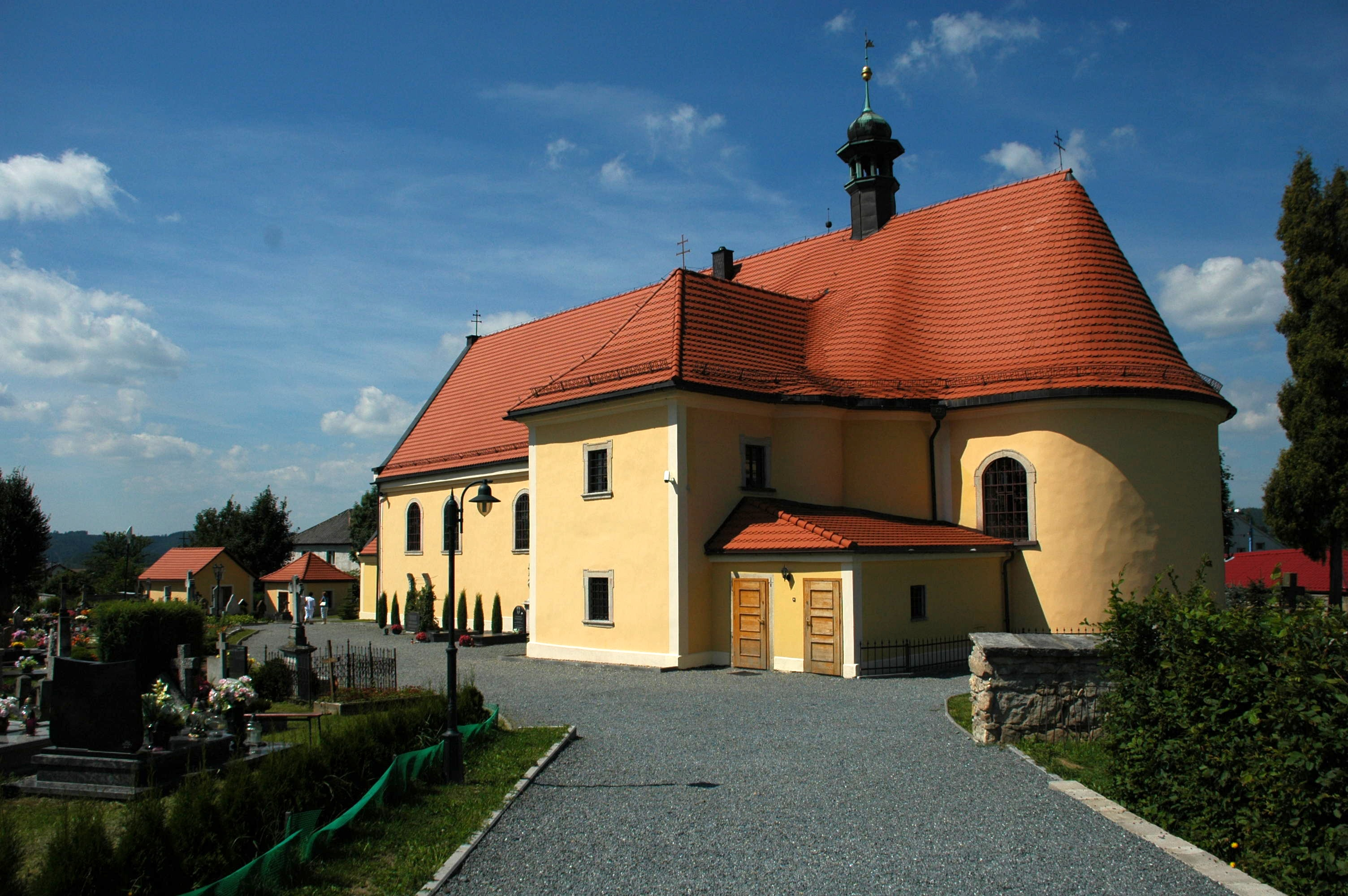